# Мелроуз (Висконсин)
Мелроуз (енгл. Melrose) град је у америчкој савезној држави Висконсин.

## Демографија
По попису из 2010. године број становника је 503, што је 26 (-4,9%) становника мање него 2000. године.
| Група             | 2000.       | 2010.       |
| Белци             | 520 (98,3%) | 487 (96,8%) |
| Афроамериканци    | 0 (0,0%)    | 1 (0,2%)    |
| Азијати           | 0 (0,0%)    | 1 (0,2%)    |
| Хиспаноамериканци | 4 (0,8%)    | 9 (1,8%)    |
| Укупно            | 529         | 503         |